# Izraelská pozemková správa
Izraelská pozemková správa (hebrejsky מינהל מקרקעי ישראל‎, Minhal mekarkej Jisra'el, anglicky: Israel Land Administration) je státní úřad v Izraeli, který spravuje půdu.
Úřad spadá pod Ministra národní infrastruktury Izraele. Byl zřízen pro správu pozemků, které představují víc než 90 % rozlohy státu Izrael. Podle zákona z roku 1960, kterým tato instituce vznikla, nesmí být tato půda prodávána a poskytuje se zájemcům jen ve formě dlouhodobých pronájmů. Většinou jde o pronájmy na 49 nebo 98 let. Pod dohled Izraelské pozemkové správy spadá veškerá půda, kterou vlastní Židovský národní fond nebo Israel Development Authority. Celkem jde o 19 508 000 dunamů (19 508 kilometrů čtverečních). Podle izraelského práva nemůže Izraelská pozemková správa pronajímat půdu cizincům, což zahrnuje palestinské obyvatele Jeruzaléma, kteří mají sice průkazy totožnosti, ale nejsou občany Izraele. V praxi může být umožněno pronajímat půdu cizincům, pokud prokážou, že jsou Židé podle Zákona o návratu. Úřad se zabývá řízením půdní politiky, zajišťuje odvádění pozemkových daní a daní z nájmu, mapování, geografický výzkum a pozemkovou evidenci. Úřad rovněž zajišťuje územní plánování a podílí se na přípravě výstavby infrastrukturních projektů včetně řízení případného vyvlastňování a obstarávání náhradních pozemků.
Pozemková správa má několik odborů: městský odbor (zabývá se řízením pozemkových transakcí v městských zastavěných územích), odbor zemědělské půdy (má na starosti venkovské oblasti, včetně národních parků a přírodních rezervací), odbor nákupu, vlastnictví a registrace, odbor plánování a rozvoje a odbor informační. Územně se dělí na šest distriktů, které jsou identické s Izraelskými distrikty.